# Pseudmelisa demiavis
Pseudmelisa demiavis là một loài bướm đêm thuộc phân họ Arctiinae, họ Erebidae.